# Diva
Diva（英語：/ˈdiːvə/；義大利語：[ˈdiːva]；音译：迪娃）最初在拉丁语中是女神的意思，这是一个源自罗马神话的名字，与名词divus、diva（意为神、女神、天后）和形容词divinius（意为神圣的或天上的）相关。它常被用来指在歌剧、戏剧、电影、时尚和流行音乐领域才华横溢的著名女性。如果指的是女演员，diva的意思与prima donna（直译：首席女性）密切相关。
Diva一词还可以指以喜怒无常或要求苛刻闻名的女性，尤其是演艺界。

## 外部連結
- Crace, John. . The Guardian. 2006-02-04  [2008-08-17]. （原始内容存档于2010-04-04）.